# Cantonul Marckolsheim
Cantonul Marckolsheim este un canton din arondismentul Sélestat-Erstein, departamentul Bas-Rhin, regiunea Alsacia, Franța.

## Comune
- Artolsheim
- Baldenheim
- Bindernheim
- Bœsenbiesen
- Bootzheim
- Diebolsheim
- Elsenheim
- Heidolsheim
- Hessenheim
- Hilsenheim
- Mackenheim
- Marckolsheim (reședință)
- Mussig
- Muttersholtz
- Ohnenheim
- Richtolsheim
- Saasenheim
- Schœnau
- Schwobsheim
- Sundhouse
- Wittisheim